# Кишенский, Дмитрий Павлович
Дмитрий Павлович Кишенский (4 февраля 1858, Велеможье, Тверская губерния, Российская империя — 7 ноября 1933, Прага) — патологоанатом, профессор кафедры патологической анатомии, ректор Новороссийского университета (1913—1917). Действительный статский советник (с 1908).
Брат Д. П. Кишенского Николай Павлович Кишенский — известный русский охотовед и заводчик гончих собак.

## Биография
Родился 4 февраля 1858 года[по какому календарю?] в селе Велеможье Новоторжского уезда Тверской губернии в семье новоторжского почётного мирового судьи.
В 1883 году окончил медицинский факультет Московского университета. Получил степень доктора медицины. Прозектор и приват-доцент Московского университета; затем был избран экстраординарным профессором на кафедру патологической анатомии Новороссийского университета и работал на этой кафедре до 1919 года; 1 января 1908 года был произведён в действительные статские советники.
В Новороссийском университете читал курсы общей и отдельной патологической анатомии, техники патологоанатомических вскрытий и патолого-анатомической диагностики, проводил практические занятия по патологической гистологии. Много лет был членом, а затем председателем Государственной экзаменационной комиссии, заведующим анатомо-патологическим кабинетом.
В 1910 году участвовал в ликвидации эпидемии чумы и холеры в Одессе.
С 29 января 1913 года — ректор Новороссийского университета. Ректорство его пришлось на тяжёлые времена. С началом мировой войны многие студенты и преподаватели добровольно ушли на фронт, все университетские клиники и некоторые учебные помещения забрали под раненых, факультет начал выпускать фельдшеров и врачей по ускоренной программе. Всё это требовало большого напряжения сил как преподавателей, так и ректора университета. Д. П. Кишенский как член правления попечительства над необеспеченными студентами, а позже согласно новому уставу от 7 декабря 1915 года, уже как председатель правления, 29 декабря 1915 года обратился к одесской общественности с призывом о пожертвованиях в пользу попечительства. Под его руководством было создано Бюро труда, которое помогало студентам найти работу домашних учителей, санитаров, лаборантов.
Во время войны обострились противоречия между революционно настроенными студентами и преподавателями. Д. П. Кишенский по своим взглядам принадлежал к группе профессоров, которые отстаивали академизм в университете. Он следовал принципу «университет для науки». Обязанностью профессуры он считал сохранение в чистоте принципов академической жизни, пытался защитить научный процесс от внесения в него партийной и политической борьбы. В условиях, когда университет стал ареной политических споров, что мешало учебному процессу, он просил Министерство образования об освобождении от должности ректора. Совет университета принял прошение об отставке, выразив ректору благодарность за работу. В апреле 1917 года он оставил должность ректора.
Был награждён орденами Св. Станислава 2-й ст. (1900), Св. Анны 2-й ст. (1905) и Св. Владимира 3-й ст. (01.01.1914).
Умер 7 ноября 1933 года в Праге.

## Научная деятельность
Издал несколько статей по результатам работы по ликвидации эпидемии чумы и холеры в Одессе.
С 1912 года вместе с прозектором М. М. Тизенгаузеном руководил прозектурой Одесской Старой больницы. Материалы прозектуры были переданы в музей медицинского факультета и использовались в преподавании и научных исследованиях.
В Праге работал председателем медицинской комиссии при Комитете по обеспечению образования российских студентов.

## Научные труды
- Тератома мозжечка и опухоль от нервной ткани большого серповидного отростка в одном и том же случае / Д. П. Кишенский, М. М. Тизенгаузен // Медицинское обозрение. — 1910. — № 10.
- Патологическая анатомия чумы / Д. П. Кишенский, Н. М. Попов // Чума и холера в Одессе в . Патологоанатомическая часть. — Одесса, 1911.
- Эпидемия азиатской холеры в Одессе в . / Д. П. Кишенский, М. М. Тизенгаузен // Чума и холера в Одессе в . Патологоанатомическая часть. — Одесса, 1911.
- Myelosarcomatosis (aleukaemia myelogenica maligna) // Юбилейный сборник, посвященный проф. Московского ун-та М. Н. Никифорову. — М., 1911.